# Alte Kirche Tingelstad
Die evangelisch-lutherische Alte Kirche Tingelstad norwegisch Tingelstad gamle kirke, mit ursprünglichen offiziellen Namen St. Petri Kirke Tingelstad (St. Petri Kirche Tingelstad), ist eine alte Steinkirche aus dem Mittelalter die in etwa um 1220 erbaut wurde. Als Peterskirche war sie dem Apostel Petrus geweiht. Die Kirche befindet sich in Tingelstad in der Gran Kommune in Innlandet, Norwegen.

## Geschichte und Beschreibung
Die alte Kirche von Tingelstad ist eine typische romanische Dorfkirche. Sie ist 21 m lang und 11 m breit. Das Kirchenschiff hat eine Länge von 14 m. Der Chor hat eine Abmessung von 7 × 8,5 m und die Kirche hat Sitzplätze für etwa 100 Personen. Sie wurde ursprünglich als Privatkirche für einen ortsansässigen Bauernhof errichtet, jedoch in der Folge als Pfarrkirche des Ortes genutzt. Die Kirche ist aus Naturstein gebaut, der in der Gegend von Buhammeren, 6 km weiter südlich gebrochen wurde. Der Dachstuhl und das Gebälk des Kirchenschiffe stammen aus dem Mittelalter und nach der dendrochronologischen Datierung wurden die Bäume des dazu verwendeten Holzes zwischen 1219 und 1220 gefällt.
Im Inneren der Kirche befindet sich ein Kruzifix und Steinaltar aus dem Mittelalter. Die Innenausstattung wurde zwischen dem 15. und 16. Jahrhundert geschaffen. Die Kanzel wird auf das Jahr 1579 datiert. Das Altarbild von 1699 wurde von einem unbekannten Künstler geschaffen. Es stellt die Maria mit dem Kind dar und vier Szenen aus der Kindheit Jesu. Ein einzigartiges großes Wappenschild, das im Jahr 1632 geschaffen wurde, befindet sich an der Nordwand im Inneren der Kirchen. Es stellt das dänisch-norwegische Reichswappen von 1599 dar.
Auf dem hölzernen Kirchturm aus dem Mittelalter befand sich lange Zeit eine Wetterfahne, die eine ehemalige Schiffsfahne der Nachwikingerzeit des 12. Jahrhunderts war und aus vergoldetem Kupferblech bestand. Auf dem Kirchturm ist heute eine Replik der Fahne, während das Original der Schiffsfahne von Tingelstad seit 1985 im Kulturhistorisk Museum der Universität Oslo ausgestellt ist. Die Schiffsfahne war früher am Bug eines Wikingerschiffes angebracht. Eine weitere erhaltene Schiffsfahne aus der Wikingerzeit in Norwegen stammt aus Heggen. Weiter existieren noch zwei Fahnen aus Söderala und Källunge in Schweden.
Zur Schließung der Tingelstad gamle kirke kam es aufgrund des Kirchengesetzes von 1851, das besagte, dass in einer Kirche mindestens Platz für 30 % der Gläubigen eines Ortes sein musste und es wurde daher beschlossen eine neue größere Kirche in Tingelstad zu errichten. 1866 wurde die neue Tingelstad Kirche fertiggestellt und eingeweiht und trägt seit dem den Namen ihres Vorgängerbaus St. Petri Kirke Tingelstad (St. Petri Kirche Tingelstad). Die alte Tingestad Kirche wurde zu diesem Zeitpunkt geschlossen und modernisiert, aber später wieder für kirchliche Zwecke genutzt. Heute ist sie ein Teil eines Freiluftmuseums und dem Hadeland Folkemuseum angeschlossen, das sich in unmittelbarer Nähe befindet.
In Tingelstad befand sich früher noch eine weitere Kirche, die Grindaker Stabkirche (Grinaker stavkirke), die aber um 1866 abgerissen wurde, weil sie als zu klein befunden wurde.
Die alte und neue St. Petri Kirche liegen an dem 1997 eröffneten Pilgerweg zum Nidarosdom als eine Verbindung zwischen dem Nidaros in Trondheim und Oslo.